# Condado de Jefferson Davis
El condado de Jefferson Davis (en inglés: Jefferson Davis County), fundado en 1906, es un condado del estado estadounidense de Misisipi. En el año 2000 tenía una población de 13.962 habitantes con una densidad poblacional de 13 personas por km². La sede del condado es Prentiss.

## Geografía
Según la Oficina del Censo, el condado tiene un área total de 1059 km² (408,9 mi²), de la cual 1057 km² (408,1 mi²) es tierra y 2 km² (0,8 mi²) es agua.

## Demografía
En el 2000 la renta per cápita promedia del condado era de $ 21,834 y el ingreso promedio para una familia era de $27,594. El ingreso per cápita para el condado era de $11,974. En 2000 los hombres tenían un ingreso per cápita de $23,942 frente a $16,510 para las mujeres. Alrededor del 28.20% de la población estaba bajo el umbral de pobreza nacional.

## Condados adyacentes
- Condado de Simpson (norte)
- Condado de Covington (este)
- Condado de Lamar (sureste)
- Condado de Adams (sur)
- Condado de Lawrence (oeste)

## Localidades
Pueblos
- Bassfield
- Prentiss

Áreas no incorporadas
- Carson
- Oak Vale (parte en el condado de Lawrence)

## Principales carreteras
- U.S. Highway 84
- Carretera 13
- Carretera 35
- Carretera 42
- Carretera 43